# منى بيل
منى بيل (بالإنجليزية: Mona Bell)‏ هي صحفية أمريكية، ولدت في 13 يناير 1890، وتوفيت في 1 يونيو 1981.